# Чемпионат Ливии по футболу
Премьер-лига Ливии (англ. Libyan Premier League, араб. دوري الدرجة الأولى الليبي‎) — является высшим футбольным дивизионом в Ливии и проводится Ливийской Федерацией по футболу. Лига в настоящее время спонсируется Ливийской телефонной компанией Libyana, от чего и происходит официальное название чемпионата — Libyan Premier League. В рейтинге МФФИИС (IFFHS) чемпионат Ливии занимает 56-е место что делает его 6-м среди лиг арабских государств.

## История
Ливийская премьер-лига основана в 1963 году, до этого момента в стране проходило 3 чемпионата в Восточной, Южной и Западной провинции. Первый розыгрыш проходил в 1963—1964 годах.

## Сезон 2010/11

### Команды-участницы
| Клуб        | Город     | Стадион                            | Вместимость |
| ----------- | --------- | ---------------------------------- | ----------- |
| Аль-Ахли    | Бенгази   | Уго Чавес (стадион)                | 10 550      |
| Аль-Ахдар   | Аль-Байда | Грин Документ (футбольный стадион) | 10 000      |
| Аль-Хиляль  | Бенгази   | Уго Чавес (стадион)                | 10 550      |
| Аль-Иттихад | Триполи   | 11 июня (стадион)                  | 80 000      |
| Аль-Мадина  | Триполи   | 11 июня (стадион)                  | 80 000      |
| Аль-Наср    | Бенгази   | Уго Чавес (стадион)                | 10 550      |
| Олимпик     | Эз-Завия  | Завия (стадион)                    | 6000        |
| Аль-Шат     | Триполи   | ЖМР (стадион)                      | 20 000      |
| Аль-Свихли  | Мисурата  | 9 июня (стадион)                   | 10 000      |
| Аль-Терсана | Триполи   | ЖМР (стадион)                      | 20 000      |
| Дарнес      | Дерна     | Дерна (стадион)                    | 7000        |
| Халидж      | Сирт      | Сирт (стадион)                     | 2000        |

## Турнирная таблица
```
1.Аль-Иттихад          25 15  6  4 45-27 51  Лига Чемпионов КАФ  
2.Аль-Ахли Бенгази     25 14  4  7 39-27 45         
3.Халидж Сарт          25 13  5  7 47-31 44
4.Аль-Мадина           25  8 13  4 31-27 37
5.Аль-Ахдар            25  9  8  8 29-30 35             
6.Аль-Наср             25 10  4 11 38-30 34             
7.Аль-Хиляль           25  9  6 10 29-33 33             
8.Аль-Терсана          25  8  6 11 33-36 30             
9.Аль-Свихли           25  8  6 11 27-37 30             
- - - - - - - - - - - - - - - - - - - - -
10.Аль-Олимпик         25  7  8 10 33-36 29  Плей-Офф   
```

```
11.Аль-Шат             25  8  5 12 25-36 29  Вылет в 2-й дивизион 
12.Аль-Найма           25  8  4 13 23-31 28  Вылет в 2-й дивизион 
13.Аль-Тахадди         25  4  5 16 21-49 17  Вылет в 2-й дивизион 
 -.Аль-Ахли Триполи)   13  6  4  3 20-10 22  Вылет в 2-й дивизион 
```